# Северноанадолски расед
Северноанадолски расед (тур. Kuzey Anadolu Fay Hattı) је главни активни расед у северној Анадолији који се простире трансформацијом границом између Евроазијске плоче и Анадолске висоравни. Расед се протеже западно од раскрснице са Источноанадолским раседом у источној Турској, па преко северне Турске и Егејског мора. Провлачи се и око 20 км јужно од Истанбула.

## Кретање земљотреса
Од катастрофалног земљотреса из 1939. године, било је још седам земљотреса јачих од 7,0 Рихтерове скале. Сваки следећи се прогресивно дешавао према западу.  Проучавајући овај образац сеизмолози верују да је током неколико деценија један земљотрес изазивао следећи. Анализом подрхтавања изазваних дуж раседа након сваког земљотреса, они су били у стању да предвиде следећи земљотрес који се догодио 1999. године у граду Измиту. Сматра се да овај ланац није потпун и да ће ускоро уследити нови земљотрес даље према западу дуж раседа, можда баш у густо насељеном граду Истанбулу.